# Cataviña
Cataviña és una petita ciutat de l'Estat de Baixa Califòrnia, a Mèxic. Pertany al municipi d'Ensenada. És a 390 quilòmetres al sud de la ciutat d'Ensenada. És proper a l'aeròdrom. És travessat per la carretera federal 1. El 2005, la ciutat de Cataviña tenia 139 habitants (Instituto Nacional de Estadística y Geografía). Cataviña té molts paisatges. També es pot practicar el càmping i l'observació d'ocells, rèptils i mamífers. La comunitat també té llocs molts populars pels vehicles de tot terreny.

## Ciutats agermanades
- Misión San Fernando Rey de España de Velicatá, Mèxic.